# De regiune superior
De regiune superior este al treilea album al formației Timpuri Noi. Include melodii precum „Stere”, „Bordelul mov”, „Fumatul”, care prezintă defecte ale societății, provocate inclusiv de vicii, sau „Catran”, care amintește de melodia „Hey Joe” al lui Jimi Hendrix.

## Lista melodiilor

### Fața A
| Nr. | Titlu          | Autor(i)    | Lungime |  |
| 1.  | „Văru' Maftei” | Dan Iliescu | 3:39    |  |
| 2.  | „Helga”        | Dan Iliescu | 4:36    |  |
| 3.  | „Fumatul”      | Dan Iliescu | 5:10    |  |
| 4.  | „Na Na Na”     | Dan Iliescu | 7:09    |  |

### Fața B
| Nr. | Titlu          | Autor(i)    | Lungime |  |
| 1.  | „Catran”       | Dan Iliescu | 8:43    |  |
| 3.  | „Stere”        | Dan Iliescu | 5:27    |  |
| 4.  | „Bordelul mov” | Dan Iliescu | 5:49    |  |
| 5.  | „Milică”       | Dan Iliescu | 4:57    |  |

## Componență
- Adrian Pleșca – vocal
- Dan Iliescu – chitară, voce
- Marian Moldoveanu – chitară
- Adrian Borțun – bas
- Cătălin Neagu – tobe
- Maria Radu – voce
- Denis Iliescu – voce
- Cristian Soleanu – saxofon (la piesa „Fumatul”)